# Kościół Świętej Rodziny w Kozienicach
Kościół Świętej Rodziny w Kozienicach – rzymskokatolicki kościół parafialny należący do parafii pod tym samym wezwaniem (dekanat kozienicki diecezji radomskiej).
Jest to świątynia zaprojektowana przez architekta Franciszka Okowińskiego i konstruktora Józefa Stępnia, wybudowano ją w latach 1987–1998 dzięki staraniom księdza Józefa Domańskiego. Kościół został poświęcony przez biskupa Edwarda Materskiego w dniu 27 grudnia 1998 roku. Świątynia została wzniesiona z cegły ceramicznej.